# Contacto lingüístico
El contacto lingüístico es un proceso sociolingüístico debido al contacto entre culturas. "Sala (1988: 17) precisa que el contacto entre lenguas puede establecerse de modo directo, cuando distintas poblaciones se mezclan o conviven en un mismo territorio, o de manera indirecta, en regiones diferentes, por medio de relaciones culturales, económicas y políticas". Según el tipo de contacto y su intensidad, pueden generarse cambios lingüísticos en diferentes niveles. "El contacto indirecto se da superficialmente entre dos idiomas, uno de los cuales suele ser lengua de circulación universal. Sólo tiene incidencia sobre los planos léxico y sintáctico de la lengua, a diferencia del contacto directo, que puede influir en los dominios fonético- fonológico, morfológico y de formación de palabras".

El contacto lingüístico fue particularmente importante en los períodos subsiguientes a conquistas militares, y procesos de aculturación como por ejemplo la romanización de Europa en la Edad Antigua, la expansión musulmana durante la Edad Media o la expansión europea por numerosas regiones de América, África y Asia en la Edad Moderna. Contemporáneamente, también ha sido frecuente la presencia de contacto lingüístico por causas de las migraciones desde países que fueron colonias europeas hacia América del Norte y Europa, así como hacia Australia y Nueva Zelanda. En África el bilingüismo e incluso el trilingüismo han sido situaciones comunes desde hace siglos.
Los préstamos léxicos constituyen el fenómeno más recurrente asociado al contacto lingüístico (Moreno de Alba, 1992: 196). Este último se produce necesariamente a raíz del contacto entre culturas, es decir, no hay penetración lingüística sin penetración cultural. La condición social del hombre lo lleva a buscar comunicarse con el otro, pertenezca o no a su comunidad idiomática, generándose interrelaciones entre los pueblos. Siendo el lenguaje un objeto cultural, todo intercambio en el ámbito de la cultura implica un intercambio lingüístico (Contreras, 1953: 177). Las situaciones de contacto de códigos no son, por lo tanto, marginales (Hagège, 1987: 75). Por el contrario, es sabido que la mayor parte de las comunidades son multilingües (López Morales, 1989: 142) y no se ha constatado la existencia del unilingüismo en ningún lugar del mundo (Sala, 1988: 7).